# Oclemena blakei
Oclemena blakei là một loài thực vật có hoa trong họ Cúc. Loài này được (Porter) G.L.Nesom mô tả khoa học đầu tiên.